# 罗湖高级中学
罗湖高级中学创建于1984年9月，原为滨河中学，2018年更名为罗湖高级中学。罗湖高级中学坐落在深圳市罗湖区金融中心区，北近地王大厦，南临滨河大道。是广东省一级学校，拥有初中和高中。学校现为广东省一级学校，深圳市建设示范性高中重点建设学校，罗湖区重点中学。